# Acala
Acala l'immuable ou « Acalanātha » le maître immuable, est une déité bouddhique du mikkyō, il est l'un des cinq rois du savoir, associé au feu et à la colère.
C'est aussi une des dénominations de Shiva auquel il emprunte de nombreux traits. Appelé « serviteur des ascètes », il porte un lotus à huit pétales sur le sommet de son crâne, tient dans sa main droite un glaive avec lequel il coupe les obstacles, et, dans sa main gauche, une corde (pāśa) qui symbolise la concentration et lui permet de lier les forces hostiles à l'éveil.
Il est souvent représenté sous forme courroucée avec le visage convulsé de colère. Ses canines sont saillantes, la droite pointant vers le haut, symbolisant le ciel et l'esprit, la gauche vers le bas, la terre et la matière. Une aura de feu agitée l'entoure complètement (les divinités pacifiques ont une aura semblable à une mer au repos). Il est assis sur un grand rocher symbolisant sa fermeté et sa détermination inébranlable. Il représente l’immuabilité.
Une forme particulière : Kurikara Fudo, le représente sous la forme d'un dragon enroulé autour d'une épée.
C'est la principale divinité irritée (dharmapāla) au Japon ou sous le nom de Fudō Myōō (不動明王), il représente la forme irritée de Mahavairocana du mandala de la matrice, sa contrepartie du mandala du vajra étant Aizen Myōō ; l'un représente la transmutation de la colère, le second du désir.
Il est l'un des cinq Vidyarajas ou Myōō (明王, en japonais), « rois de lumière », défenseurs des cinq bouddhas de sagesse du vajrayāna. Le bouddha auquel il correspond est Akshobhya.
Il est aussi présent dans le mandala de Nichiren le Gohonzon sous la forme de son bija Ham (syllabe germe) écrit en siddham.
Le mantra de ce roi du savoir est « Namaḥ samanta vajrāṇām ! Caṇḍa mahā-roṣaṇa sphoṭaya hūm traṭ hām mām ! ».